# سعد علي (ممثل بحريني)
سعد علي سعد (1953-2007) ممثل بحريني.

## عن الممثل
دخل مجال الفن عبر (مسرح الجزيرة) عام 1980، وظهر للمرة الأولى على الخشبة في مسرحية كان يا ما كان، وفي السنوات الأخيرة انضم إلى مسرح أوال حيث شارك في مسرحية «سوق المقاصيص» العام 1990، ومسرحية «دروب العدل» كما كانت له مشاركات في عدد من الأعمال الدرامية التلفزيونية كان مشوار الفنان سعد على حافلا بالعطاء الفنى في المسرح والتلفزيون حيث كانت بدايات انطلاقته المسرحية من خلال فرقة نادى البديع المسرحية في الستينيات حيث قدم في مشوار شبابه مع اقرانه في النادى عددا من التمثيليات والمسرحيات ومن ابرز أعماله مسرحية / سالفة راضى / و / الاحتيال / كما له مشاركات مسرحية من خلال مسرح الجزيرة ومسرح اوال حيث قدم مع مسرح اوال مسرحية / سوق المقاصيص / و / مسرحية ليلة عرس رشدان /ياقوت على خط النار/دبدوب في خطر /ومن ابرز أعماله التلفزيونية مسلسل / بن عقل / و/ ليل البنادر / و/ الكلمة الطيبة /آخر الرجال /أحلام رمادية/عويشه/كما شارك الفنان الراحل في العديد من الأعمال الفنية وكان له حضور مميز.

## وفاته
توفي وفاة طبيعية في منزله مشيراً إلى أنه كان يعاني من مضاعفات مرض السكري ومشاكل في الكلى في الفترة الأخيرة وأشار إلى أن وفاته خسارة للوسط الفني لشدة أخلاصه وتفانيه.